# 4 Heures de Brands Hatch 1996
Les 4 Heures de Brands Hatch 1996, disputées le 8 septembre 1996 sur le circuit de Brands Hatch, sont la huitième manche du championnat BPR 1996.

## Course

### Classement de la course
Classement à l'issue de la course (vainqueurs de catégorie en gras), :
| Pos.   | Catégorie | N°  | Écurie                                     | Pilotes                                                | Châssis                          | Pneus | Tours |
| Pos.   | Catégorie | N°  | Écurie                                     | Pilotes                                                | Moteur                           | Pneus | Tours |
| ------ | --------- | --- | ------------------------------------------ | ------------------------------------------------------ | -------------------------------- | ----- | ----- |
| 1      | GT1       | 35  | Porsche AG                                 | Hans-Joachim Stuck Thierry Boutsen                     | Porsche 911 GT1                  | M     | 166   |
| 1      | GT1       | 35  | Porsche AG                                 | Hans-Joachim Stuck Thierry Boutsen                     | Porsche 3.2L Turbo Flat-6        | M     | 166   |
| 2      | GT1       | 3   | Harrods Mach One Racing David Price Racing | Andy Wallace Olivier Grouillard                        | McLaren F1 GTR                   | G     | 165   |
| 2      | GT1       | 3   | Harrods Mach One Racing David Price Racing | Andy Wallace Olivier Grouillard                        | BMW S70 6.1L V12                 | G     | 165   |
| 3      | GT1       | 6   | Gulf Racing GTC Competition                | Pierre-Henri Raphanel Lindsay Owen-Jones               | McLaren F1 GTR                   | M     | 164   |
| 3      | GT1       | 6   | Gulf Racing GTC Competition                | Pierre-Henri Raphanel Lindsay Owen-Jones               | BMW S70 6.1L V12                 | M     | 164   |
| 4      | GT1       | 1   | West Competition David Price Racing        | John Nielsen Thomas Bscher                             | McLaren F1 GTR                   | G     | 164   |
| 4      | GT1       | 1   | West Competition David Price Racing        | John Nielsen Thomas Bscher                             | BMW S70 6.1L V12                 | G     | 164   |
| 5      | GT1       | 27  | Ennea/Igol                                 | Anders Olofsson Luciano della Noce                     | Ferrari F40 GTE                  | P     | 161   |
| 5      | GT1       | 27  | Ennea/Igol                                 | Anders Olofsson Luciano della Noce                     | Ferrari F120B 3.5L Turbo V8      | P     | 161   |
| 6      | GT2       | 88  | Konrad Motorsport                          | Franz Konrad Bob Wollek Stéphane Ortelli               | Porsche 911 GT2                  | M     | 158   |
| 6      | GT2       | 88  | Konrad Motorsport                          | Franz Konrad Bob Wollek Stéphane Ortelli               | Porsche 3.6L Turbo Flat-6        | M     | 158   |
| 7      | GT2       | 83  | Marcos Racing International                | Cor Euser Ferdinand de Lesseps Thomas Erdos            | Marcos LM600                     | D     | 158   |
| 7      | GT2       | 83  | Marcos Racing International                | Cor Euser Ferdinand de Lesseps Thomas Erdos            | Chevrolet 6.0L V8                | D     | 158   |
| 8      | GT1       | 32  | Viper Team Oreca                           | Olivier Beretta Justin Bell                            | Chrysler Viper GTS-R             | M     | 156   |
| 8      | GT1       | 32  | Viper Team Oreca                           | Olivier Beretta Justin Bell                            | Chrysler 356-T6 8.0L V10         | M     | 156   |
| 9      | GT2       | 56  | Roock Racing                               | Bruno Eichmann Gerd Ruch Ralf Kelleners                | Porsche 911 GT2                  | M     | 156   |
| 9      | GT2       | 56  | Roock Racing                               | Bruno Eichmann Gerd Ruch Ralf Kelleners                | Porsche 3.6L Turbo Flat-6        | M     | 156   |
| 10     | GT2       | 55  | Stadler Motorsport                         | Lilian Bryner Enzo Calderari                           | Porsche 911 GT2                  | P     | 153   |
| 10     | GT2       | 55  | Stadler Motorsport                         | Lilian Bryner Enzo Calderari                           | Porsche 3.6L Turbo Flat-6        | P     | 153   |
| 11     | GT2       | 106 | Roock Racing                               | François Lafon Jean-Marc Smadja Jean-Pierre Jarier     | Porsche 911 GT2                  | M     | 152   |
| 11     | GT2       | 106 | Roock Racing                               | François Lafon Jean-Marc Smadja Jean-Pierre Jarier     | Porsche 3.6L Turbo Flat-6        | M     | 152   |
| 12     | GT2       | 90  | Angelo Zadra                               | Angelo Zadra Maurizio Monforte Luca Drudi              | Porsche 911 GT2                  | G     | 151   |
| 12     | GT2       | 90  | Angelo Zadra                               | Angelo Zadra Maurizio Monforte Luca Drudi              | Porsche 3.6L Turbo Flat-6        | G     | 151   |
| 13     | GT2       | 52  | Krauß Rennsporttechnik                     | Bernhard Müller Michael Trunk                          | Porsche 911 GT2                  | P     | 150   |
| 13     | GT2       | 52  | Krauß Rennsporttechnik                     | Bernhard Müller Michael Trunk                          | Porsche 3.6L Turbo Flat-6        | P     | 150   |
| 14     | GT2       | 93  | Parr Motorsport New Hardware               | Hugh Price John Robinson Peter Owen                    | Porsche 911 GT2                  | P     | 148   |
| 14     | GT2       | 93  | Parr Motorsport New Hardware               | Hugh Price John Robinson Peter Owen                    | Porsche 3.6L Turbo Flat-6        | P     | 148   |
| 15     | GT2       | 105 | Repsol Kremer                              | Alfonso de Orleans Joaquin Folch Christophe Bouchut    | Porsche 911 GT2                  | G     | 145   |
| 15     | GT2       | 105 | Repsol Kremer                              | Alfonso de Orleans Joaquin Folch Christophe Bouchut    | Porsche 3.6L Turbo Flat-6        | G     | 145   |
| 16     | GT2       | 77  | Seikel Motorsport                          | Karel Dolejší Peter Seikel Peter Chambers              | Porsche 911 GT2                  | P     | 144   |
| 16     | GT2       | 77  | Seikel Motorsport                          | Karel Dolejší Peter Seikel Peter Chambers              | Porsche 3.6L Turbo Flat-6        | P     | 144   |
| 17     | GT2       | 100 | Jérôme Brarda                              | Jérôme Brarda Erik Henriksen Gérard Paillet            | Porsche 911 Carrera RS           | P     | 132   |
| 17     | GT2       | 100 | Jérôme Brarda                              | Jérôme Brarda Erik Henriksen Gérard Paillet            | Porsche 3.6L Flat-6              | P     | 132   |
| 18     | GT2       | 73  | Charles Morgan                             | William Wykeham Joel Wykeham Steve Lawrence            | Morgan Plus 8 GTR                | D     | 132   |
| 18     | GT2       | 73  | Charles Morgan                             | William Wykeham Joel Wykeham Steve Lawrence            | Rover 5.0L V8                    | D     | 132   |
| 19     | GT2       | 69  | Proton Competition                         | Patrick Vuillaume Gerold Ried                          | Porsche 911 GT2                  | P     | 125   |
| 19     | GT2       | 69  | Proton Competition                         | Patrick Vuillaume Gerold Ried                          | Porsche 3.6L Turbo Flat-6        | P     | 125   |
| 20 DNF | GT2       | 107 | Konrad Motorsport                          | Toni Seiler Robert Nearn Bert Ploeg                    | Porsche 911 GT2                  | M     | 142   |
| 20 DNF | GT2       | 107 | Konrad Motorsport                          | Toni Seiler Robert Nearn Bert Ploeg                    | Porsche 3.6L Turbo Flat-6        | M     | 142   |
| 21 DNF | GT1       | 2   | Gulf Racing GTC Motorsport                 | James Weaver Ray Bellm                                 | McLaren F1 GTR                   | M     | 141   |
| 21 DNF | GT1       | 2   | Gulf Racing GTC Motorsport                 | James Weaver Ray Bellm                                 | BMW S70 6.1L V12                 | M     | 141   |
| 22 DNF | GT2       | 65  | Roock Racing                               | Guy Martinolle Jean-Claude Lagniez Andy Pilgrim        | Porsche 911 GT2                  | M     | 136   |
| 22 DNF | GT2       | 65  | Roock Racing                               | Guy Martinolle Jean-Claude Lagniez Andy Pilgrim        | Porsche 3.6L Turbo Flat-6        | M     | 136   |
| 23 DNF | GT2       | 75  | Agusta Racing Team                         | Rocky Agusta Almo Coppelli                             | Callaway Corvette GT-LM          | D     | 127   |
| 23 DNF | GT2       | 75  | Agusta Racing Team                         | Rocky Agusta Almo Coppelli                             | Chevrolet LT1 6.2L V8            | D     | 127   |
| 24 DNF | GT2       | 101 | John Greasley                              | John Greasley John Morrison                            | Porsche 911 GT2                  | ?     | 113   |
| 24 DNF | GT2       | 101 | John Greasley                              | John Greasley John Morrison                            | Porsche 3.6L Turbo Flat-6        | ?     | 113   |
| 25 DNF | GT2       | 89  | Team Marcos                                | Robert Schirle Andy Purvis David Warnock               | Marcos LM600                     | D     | 112   |
| 25 DNF | GT2       | 89  | Team Marcos                                | Robert Schirle Andy Purvis David Warnock               | Chevrolet 6.0L V8                | D     | 112   |
| 26 DNF | GT1       | 14  | Repsol Kremer                              | Christophe Bouchut Thomas Saldaña                      | Porsche 911 GT2 Evo              | G     | 88    |
| 26 DNF | GT1       | 14  | Repsol Kremer                              | Christophe Bouchut Thomas Saldaña                      | Porsche M64/83 3.6L Turbo Flat-6 | G     | 88    |
| 27 DNF | GT1       | 16  | Karl Augustin                              | Karl Augustin Stefan Roitmayer Johannes Huber          | Porsche 911 Carrera Cup          | G     | 85    |
| 27 DNF | GT1       | 16  | Karl Augustin                              | Karl Augustin Stefan Roitmayer Johannes Huber          | Porsche 3.6L Flat-6              | G     | 85    |
| 28 DNF | GT1       | 26  | Lister Storm                               | Geoff Lees Tiff Needell                                | Lister Storm GTS                 | M     | 84    |
| 28 DNF | GT1       | 26  | Lister Storm                               | Geoff Lees Tiff Needell                                | Jaguar 7.0L V12                  | M     | 84    |
| 29 DNF | GT2       | 96  | Larbre Compétition                         | Patrice Goueslard André Ahrlé                          | Porsche 911 GT2                  | P     | 78    |
| 29 DNF | GT2       | 96  | Larbre Compétition                         | Patrice Goueslard André Ahrlé                          | Porsche 3.6L Turbo Flat-6        | P     | 78    |
| 30 DNF | GT1       | 23  | Geoff Lister                               | Geoff Lister Win Percy John Williams                   | Jaguar XJ220                     | A     | 76    |
| 30 DNF | GT1       | 23  | Geoff Lister                               | Geoff Lister Win Percy John Williams                   | Jaguar JV6 3.5L Turbo V6         | A     | 76    |
| 31 DNF | GT1       | 21  | Lotus Racing Team                          | Alex Portman Mike Hezemans                             | Lotus Esprit V8                  | M     | 71    |
| 31 DNF | GT1       | 21  | Lotus Racing Team                          | Alex Portman Mike Hezemans                             | Lotus 918 3.5L Turbo V8          | M     | 71    |
| 32 DNF | GT2       | 60  | Oberbayern Motorsport                      | Jürgen von Gartzen Detlef Hübner Patrick Huisman       | Porsche 911 GT2                  | P     | 71    |
| 32 DNF | GT2       | 60  | Oberbayern Motorsport                      | Jürgen von Gartzen Detlef Hübner Patrick Huisman       | Porsche 3.6L Turbo Flat-6        | P     | 71    |
| 33 DNF | GT2       | 95  | European Luigi Racing                      | José Close Wolfgang Haugg Philippe Smaniotto           | Dodge Viper RT/10                | D     | 68    |
| 33 DNF | GT2       | 95  | European Luigi Racing                      | José Close Wolfgang Haugg Philippe Smaniotto           | Dodge 8.0L V10                   | D     | 68    |
| 34 DNF | GT2       | 85  | Gian Luigi Locatelli                       | Gian Luigi Locatelli Leonardo Maddalena                | Porsche 993 Carrera Cup          | P     | 45    |
| 34 DNF | GT2       | 85  | Gian Luigi Locatelli                       | Gian Luigi Locatelli Leonardo Maddalena                | Porsche 3.6L Flat-6              | P     | 45    |
| 35 DNF | GT2       | 50  | Stadler Motorsport                         | Uwe Sick Renato Mastropietro                           | Porsche 911 GT2                  | P     | 39    |
| 35 DNF | GT2       | 50  | Stadler Motorsport                         | Uwe Sick Renato Mastropietro                           | Porsche 3.6L Turbo Flat-6        | P     | 39    |
| 36 DNF | GT2       | 78  | Seikel Motorsport                          | Helmut König Harald Becker                             | Porsche 911 GT2                  | P     | 34    |
| 36 DNF | GT2       | 78  | Seikel Motorsport                          | Helmut König Harald Becker                             | Porsche 3.6L Turbo Flat-6        | P     | 34    |
| 37 DNF | GT2       | 94  | TVR                                        | Mark Hales Phil Andrews                                | TVR Cerbera                      | D     | 27    |
| 37 DNF | GT2       | 94  | TVR                                        | Mark Hales Phil Andrews                                | TVR Speed Six 4.5L I6            | D     | 27    |
| 38 DNF | GT1       | 22  | Lotus Racing Team                          | Jan Lammers Chris Goodwin                              | Lotus Esprit V8                  | M     | 25    |
| 38 DNF | GT1       | 22  | Lotus Racing Team                          | Jan Lammers Chris Goodwin                              | Lotus 3.5L Turbo V8              | M     | 25    |
| 39 DNF | GT1       | 17  | Viper Team Oreca                           | Éric Hélary Philippe Gache                             | Chrysler Viper GTS-R             | M     | 24    |
| 39 DNF | GT1       | 17  | Viper Team Oreca                           | Éric Hélary Philippe Gache                             | Dodge 356-T6 8.0L V10            | M     | 24    |
| 40 DNF | GT2       | 92  | Parr Motorsport New Hardware               | Stefano Buttiero Michel Ligonnet David Saunders        | Porsche 911 GT2                  | P     | 19    |
| 40 DNF | GT2       | 92  | Parr Motorsport New Hardware               | Stefano Buttiero Michel Ligonnet David Saunders        | Porsche 3.6L Turbo Flat-6        | P     | 19    |
| 41 DNF | GT2       | 66  | Steve O'Rourke                             | Steve O'Rourke Guy Holmes                              | Porsche 911 GT2                  | D     | 2     |
| 41 DNF | GT2       | 66  | Steve O'Rourke                             | Steve O'Rourke Guy Holmes                              | Porsche 3.6L Turbo Flat-6        | D     | 2     |
| 42 DNF | GT2       | 87  | RWS Brun Motorsport                        | Raffaele Sangiuolo Gottfried Rampl Jonathan Baker      | Porsche 911 GT2                  | P     | 2     |
| 42 DNF | GT2       | 87  | RWS Brun Motorsport                        | Raffaele Sangiuolo Gottfried Rampl Jonathan Baker      | Porsche 3.6L Turbo Flat-6        | P     | 2     |
| DNS    | GT2       | 64  | Lanzante Motorsport                        | Paul Burdell Soames Langton                            | Porsche 911 GT2                  | M     | -     |
| DNS    | GT2       | 64  | Lanzante Motorsport                        | Paul Burdell Soames Langton                            | Porsche 3.6L Turbo Flat-6        | M     | -     |
| DNS    | GT2       | 53  | Yellow Racing                              | Christian Heinkélé François O'Born Henri-Louis Maunoir | Ferrari F355                     | M     | -     |
| DNS    | GT2       | 53  | Yellow Racing                              | Christian Heinkélé François O'Born Henri-Louis Maunoir | Ferrari F129B 3.5L V8            | M     | -     |